# Lovinac
Lovinac falu és község Horvátországban Lika-Zengg megyében. Közigazgatásilag Gornja Ploča, Kik, Ličko Cerje, Raduč, Ričice, Sveti Rok, Smokrić, Štikada és Vranik települések tartoznak hozzá.

## Fekvése
Gospićtól 15 km-re délkeletre a Likai-mező délkeleti részén, az A1-es autópályától és a Gospićot Gračaccal összekötő 50-es számú főúttól 4 km-re keletre fekszik. A község területét északkeletről a Likai-középhegység, délkeletről a Resnik tömbje, délnyugatról a Velebit-hegység határolja. Területe aránylag sík, a községet alkotó falvak tengerszint feletti magassága 570 és 600 méter között található. A Velebit és a Resnik közötti Ričica folyó völgyében haladnak át az ország északnyugati részét Dalmáciával összekötő főbb utak, energetikai és vasútvonalak.

## Története
A régészeti leletek tanúsága szerint a Lovinactól 35 km-re található Cerovaci barlangokban már a korai kőkorszakban éltek emberek. A mintegy ezer állati csontmaradvány között a barlangi medvére vadászó ember csontjai is előkerültek itt. Az első név szerint ismert emberi népcsoport amely itt megtelepedett az illírek egyik törzse a japodok voltak. A japodok a késő bronzkortól a vaskor végéig lakták ezt a vidéket, majd az i. e. 1. században beolvadtak az őket meghódító rómaiakba. Lika többi részéhez hasonlóan itt is számos, a japodok által épített vár és erődített település maradványai találhatók. Ezek többnyire a termékeny völgyek feletti jól védhető magaslatokon, bővízű patakok közelében létesültek. A falak magassága 2-3 métertől 8 méterig terjedt. A nagyobb várak élénk gazdasági élet központjai is voltak fejlett fazekassággal, fémművességgel és famegmunkálással. A japodok földje azonban a terjeszkedő Római Birodalom útjába esett, amely fokozatosan uralma alá hajtotta ezt a vidéket is mely i. e. 35-re Illyricum tartományként már teljesen a birodalom része lett. A japodok nem nyugodtak bele abba, hogy leigázták őket és a következő időszakban több felkelés is zajlott a rómaiak ellen, amelyeket azonban sorra levertek. Miután a római uralom megszilárdult átszervezték a közigazgatást és Lovinac térsége Dalmácia provinciához került. Az uralkodó nyelv a latin lett, olyannyira hogy a japod nemesség is latinizálódott elfelejtve régi származását és szokásait. A rómaiak kiépítették a kereskedelmi utakat, melyek erre vezettek át Salonából Pannónia, Carantania, Noricum és a Balti tenger felé. Az utak mentén őrhelyek álltak. Ilyen katonai őrhely állt a Cvituša-dombon ahonnan két fontos kereskedelmi utat is szemel tartottak, egyúttal pihenő és lóváltóhelyként szolgált. További őrállomások voltak még Medaknál, Kvarténál és tovább Brudno, Udbina és Korenica irányában. A horvátok a 7. század első felében az avarokkal szövetségben érkeztek erre a vidékre, majd később Bizánccal szövetkezve lerázták az avar igát. A hagyomány szerint a horvát seregeket vezető hét testvér közül Lovelos telepedett le a mai Lovinac területén és a település róla kapta a nevét. A középkorban Lovinac területe az ősi Lika megyéhez tartozott, melyet még 950-ben Bíborbanszületett Konstantin császár említ először a birodalom kormányzásáról írott művében. 1071-ben a rabi püspökség fennhatósága alá került, melyet 1111-ben Kálmán magyar király is megerősített e birtokában. A 11. és 12. században az ősi megyét felosztották, így a mai Lovinac község déli része a Ričicáig Hotuča megyéhez került, míg a többi Lika megye része maradt. A középkorban a nemzetségi alapon szerveződött társadalmi rendet felváltotta a hűbéri viszonyokon alapuló rend. A mai község területén hét várrom tanúskodik erről az időszakról Lovinac, Novak vára Štulića tornyával, Batinić tornya, Vranik, Budak vára, Zagon és Lukavac.
A török már a 15. században is többször betört erre a területre, az 1493-as korbávmezei csata után azonban már semmi nem állt terjeszkedésük útjába. 1527-re kihasználva a mohácsi csata utáni zűrzavart és a horvát nemesség megosztottságát teljesen megszállták Lika területét. A török az elmenekült horvát lakosság helyére új telepeseket, pravoszláv hitű vlachokat és szerbeket telepített be, akik ennek fejében kiváltságokat kaptak. A Lovinac területén levő várakból csak Novakot és Lovinac ősi várát szállta meg, a többit elfoglalásuk után valószínűleg lerombolta nehogy az uszkókok fészkei legyenek. A török közigazgatási rendszerben Lovinac a Likai szandzsák része lett. Vidéke azonban a török uralom alatt sem volt nyugodt, a Zengg és Zára térségéből a Velebit-hegységen át támadó uszkókok miatt. A felszabadító harcok 1683-ban kezdődtek amikor a határőrvidék katonasága egyesült a velencei erőkkel. Végül 1689-ben Marko Mesić pap felkelést robbantott ki és a felkelők egy hónap leforgása alatt felszabadították Lika és Korbávia területét a török uralom alól. A lakosság nagyrészt elmenekült, így a térség újra néptelen maradt. Az újratelepítés első szervezője Marko Mesić volt aki 1691 és 1712 között lényegében teljesen újratelepítette a területet. A lakosság horvát részét főként a bunyevácok képezték akik a Tengermellék és Észak-Dalmácia területéről érkeztek és Lovinac, Ričice, Ličko Cerje, Sveti Rok, Vranik és Smokrić területét népesítették be. A lakosság szerb részét melyet akkor vlachoknak neveztek a Gacka völgyéből és a Zrmanja folyó vidékéről érkeztek Kik, Ploča és Raduč falvakba ahol ma is élnek. Az 1699-es karlócai békével e terület hivatalosan is osztrák fennhatóság alá került. Martin Brajković püspök vizitációja alkalmával már 80 bunyevácok lakta házat talált Lovinacon, egy évvel később pedig már 94-et. Megjegyzi, hogy ugyanakkor 30 szerbek lakta ház is állt itt. Az osztrák kísérlet, hogy Lika déli részét is bevonja a polgári közigazgatásba 1712-ben kudarcot vallott, így maradt a katonai közigazgatás.
A 18. század közepén Gospić székhellyel újraszervezték a likai határőrezredet és a Szent Mihály század székhelye Lovinac lett. A központi park mellett még ma is láthatók a katonai létesítmények és lóistállók nyomai. Az istállók maradványait átszeli az az út, amely Lovinac központjából Smokrić felé halad. A lovinaci századhoz tartozó településeken akkoriban 662 ház volt 6660 lakossal. A területen öt plébániatemplom állt, Lovinacon, Ričicén és Sveti Rokon katolikus, Pločán és Kiken pedig pravoszláv. Ezen kívül még két kápolna is állt itt. 1779-től triviális iskola működött a területén (azért nevezték triviálisnak, mert csak három tantárgyat, hittant, írás-olvasást és számtant oktattak). 1816-ban megnyitották a lovinaci horvát népiskolát. Sveti Rokon 1864-ben, Pločán és Štikadán 1869-ben nyílt népiskola. A század területén két posta is működött Sveti Rokon és Mali Alanon. A lovinaci főposta 1789-ben Ličko Cerjén nyílt meg, 1832-ben Sveti Rokra helyezték át. A lovinaci térség élete a katonai közigazgatás idején sem volt nyugodt, mert a helyi lakosság nehezen viselte a németek elnyomását. A lakosság nyugtalansága minden alkalommal fokozódott, amikor a katonai hatóságok túl kemény ítéletet szabtak ki és kisebb kihágásokért is 50-100 botütés járt. Végül 1751-ben Lovinacon és Bruvnón fellobbant a felkelés lángja, melyet a Petazi tábornok vezetésével idevezényelt ötszáz otocsáni határőr fojtott el. A büntetés drasztikus volt. Hét lázadót halálra, nyolcat vesszőfutásra és három évi rabságra ítéltek. Kilenc házat felgyújtottak és lakóikat elűzték Lika területéről. A felkelésben részt vett települések új, német neveket kaptak, így Lovinacot egészen 1861-ig hivatalosan Sankt Michaelnek hívták. A katonai közigazgatás idején a régi falvak mellett több újabb kisebb település is létrejött. Új utak épültek, a régieket pedig felújították. 1789-ben a dalmáciai főút részeként megépült a Gospić-Lovinac-Gračac főút. Számos utat, hidat, iskolát építettek 1809 és 1814 között a francia megszállás idején is. 1832-ben pedig megépítették a Sveti Rok - Mali Alan – Obrovac utat, így létrejött a legrövidebb összeköttetés Lika és Észak-Dalmácia között. Lovinacon, Sveti Rokon és Ričicén új templomok épültek. A katonai közigazgatás 1881-ben szűnt meg, amikor a területet integrálták a polgári közigazgatásba. Megalakult Lika-Korbava vármegye és benne Lovinac község. A polgári közigazgatás helyreállítása a lakosság számára nem sok jót hozott, mert az élet nehezebb lett. 1891-től megkezdődött a lakosság kivándorlása a tengerentúlra. Különösen Amerikában alakult ki jelentős diaszpóra a lovinaciakból. Lovinacnak 1857-ben 1423, 1910-ben 1352 lakosa volt. A trianoni békeszerződés előtt Lika-Korbava vármegye Gračaci járásához tartozott. Ezt követően előbb a Szerb-Horvát-Szlovén Királyság, majd Jugoszlávia része lett. 1925-ben megépült a Zágráb-Split vasútvonal, mely lendületet adott a térség gazdasági fejlődésének. 1932-ben kiépült az első telefonhálózat. Fellendült a társadalmi élet, megalakult a lovinaci sportegyesület a „LOŠK” és a „Hrvatski sokol” kulturális és művészeti egyesület, melynek három csoportja, az énekkar, a folklórcsoport és az olvasókör volt.
A II. világháború idején miután a horvátok kikiáltották a független horvát államot kiéleződtek a községet alkotó két etnikum közötti ellentétek. Az összetűzések 1941. június 1-jén erősödtek fel, amikor a Gračac felől előretörő csetnikek felgyújtották Ričicét a horvát lakosokat pedig megölték. 5-én a partizánok két nyáját őrző pásztort öltek meg a Resniken. Válaszul usztasák támadták meg a szerbek lakta Rončevićet húsz szerbet ölve meg, majd 18-án Rasojt támadták és újabb tíz embert öltek meg. Ezután újra a szerbek támadtak, házakat gyújtottak fel és fosztottak ki állandó rettegésben tartva a horvát lakosságot. A partizánegységekből ebben az időben formálódott a nemzeti felszabadító hadsereg. 1941 decemberében Kiken gyűlést tartottak, melynek vezetője a bužimi születésű magas rangú partizánvezér Jakov Blažević volt. Megalakították a nemzeti felszabadító bizottságot és meghirdették a felkelést a nácibarát független horvát állam ellen. Később ilyen bizottságok alakultak több horvát faluban is, melyekhez sokan csatlakoztak.
1944-ben az usztasák visszavonulása után Lovinacot elfoglalták a partizánok, ezzel a térségben véget értek a harcok. A háború után az önálló Lovinac község 1955 augusztusáig létezett, amikor megszüntették és területét Gračachoz csatolták. Fellendült a gazdasági és társadalmi élet. Megújultak a kulturális – művészeti egyesületek, közösségi házak épültek. Az első kultúrház 1950-ben épült Lovinacon, majd rövidesen megnyílt a sveti roki és a pločai kultúrház is. A könnyebb élet reményében megindult a fiataloknak a falvakból a városokba áramlása, majd az 1970-es évektől politikai és gazdasági okokból sokan távoztak külföldre is. A lakosság számának visszaesése az iskolák bezárásával járt. 1950-ben Donja Pločán és Kiken, 1953-ban Smokrićon, 1962-ben Poljanán zárták be az iskolát. Az 1961 és 1964 közötti időszakban Lovinacon épült új iskolaépület. 1973 és 1976 között részben az innen elszármazottak támogatásával felépült a lovinaci egészségház. A honvédő háború idején 1991. augusztus 5-én a szerb erők kombinált akna- és gyalogsági támadást intéztek Lovinac ellen. Ebben a támadásban halt meg Milan Sekulić a belügyi egységek tartalékosa, több horvát elmenekült és számos horvátok lakta ház leégett. Az elhurcolt horvátok közül ötöt kínoztak meg és végeztek ki. A falunak 2011-ben 257 lakosa volt.

## Lakosság
| Lakosság változása | Lakosság változása | Lakosság változása | Lakosság változása | Lakosság változása | Lakosság változása | Lakosság változása | Lakosság változása | Lakosság változása | Lakosság változása | Lakosság változása | Lakosság változása | Lakosság változása | Lakosság változása | Lakosság változása | Lakosság változása |
| ------------------ | ------------------ | ------------------ | ------------------ | ------------------ | ------------------ | ------------------ | ------------------ | ------------------ | ------------------ | ------------------ | ------------------ | ------------------ | ------------------ | ------------------ | ------------------ |
| 1857               | 1869               | 1880               | 1890               | 1900               | 1910               | 1921               | 1931               | 1948               | 1953               | 1961               | 1971               | 1981               | 1991               | 2001               | 2011               |
| 1.423              | 1.271              | 1.044              | 1.135              | 1.320              | 1.352              | 1.365              | 1.456              | 929                | 954                | 869                | 869                | 640                | 533                | 288                | 257                |

## Nevezetességei
- Szent Mihály arkangyal tiszteletére szentelt plébániatemploma[6] 1704-ben épült. Első plébánosa az 1708-ban ide helyezett Damjan Zdunić volt aki 1744-ben Smokrićon felépíttette Zdunić tornyát,[7] amely máig a község legrégebben fennmaradt építménye. A templom barokk stílusban épült magas harangtoronnyal. A templomnak három oltára, orgonája, festett mennyezete, gyóntatószéke, keresztelőmedencéje és szószéke van. A templom padozatában sírbolt található, amelyet a hagyomány Damjan Zdunić végső nyughelyének tart, de erről semmi bizonyosság nincs. A sírbolt feltárásakor a régebbi csontok mellett 19. vagy 20. századi maradványokat is találtak. A bejárat bal oldalán díszített, feliratos római kőurna található, melyet a helyiek a közeli ókori temetőből hoztak és ma szenteltvíztartónak használják. A keresztelőmedence, a szószék, az orgona és a padok Juraj Ibler plébános idejében a 19. század végén készültek. A boltozaton a négy evangélista képe látható zárókövén Izsák feláldozásának ábrázolásával. A loggia mennyezetén még három kép volt a megfeszített megváltó, Szűz Mária, valamint Mózes és a tízparancsolat ábrázolásával. A templom megújításakor ezeket kulturális védelem alá helyezték. A honvédő háború idején a templom 1991. szeptember 15-én megsérült, majd 24-én teljesen lerombolták. Az újjáépítés 1998-ban kezdődött és 1999-ben fejeződött be, amikor Szent Mihály ünnepén szeptember 29-én dr. Antun Tamarut fiume-zenggi érsek felszentelte.
- A 665 méteres Cvituša-dombon álló Szent Antal kápolnát 1842-ben építették. A honvédő háború idején aknatalálat következtében romba dőlt. 1999-ben újjáépítették és még az év június 13-án dr. Ivan Šporčić fiume-zenggi általános érseki helynök szentelte újra. A kápolna a lovinaciak hagyományos búcsújáró helye a szent ünnepén június 13-án.
- A Cvituša-domb alatt római út fennmaradt szakasza található. Nyilvánvaló, hogy a szóban forgó út nem része annak a római útnak, amely Likán keresztül Zengg irányából Avenda, Arupija, Epidoci, Ancus és Ausancalione mellett Dalmáciáig vezetett, hanem másodrendű út volt, azonban intenzíven használták és többször javították.[8]
- A település központjában 1936-ban építették fel a Lourdes-i Szűzanya kápolnát, amely a honvédő háború idején szintén megrongálódott és 1999-ben építették újjá.
- A főút mentén a faluban a Banica-patakon található a Travić-malom. Téglalap alaprajzú kőből épült, zsindely borítású épület. A patak medrét két íves nyílással hidalták át, amelyeken a víz átfolyva beindítja az őrlő mechanizmust. A malom a 19. században épült, az akkori térképeken már ábrázolták. A Lovinac és környéke szerteágazó vízrendszerén egykor számos malom működött. Ennek a népi építésű épületnek az értéke a jó állapotában rejlik, ami Lovinac környékén elég ritka.[9]
- Lovinac közelében, a Ričica-patakon egy szürke mészkőből készült kőhíd ível át. A hídnak három félköríves nyílása van, 31 méter hosszú, 6 méter széles, míg a mellvéd magassága 0,50 méter. A hidat a 19. században építették. Része a 19. században a Lika térségében épített kőhidak rendszerének, melyek közül kiemelkedik az építéséve kapcsolatos kiváló mérnöki és kézműves munkával.[10]
- A község területén több illír építésű vár és erődített település maradványa is található, melyek az i. e. 1. évezred eleje és az i. e. 2. század között épültek: Piplica, Razvala, a két vrkljani várrom, Brkina, a rukavinai romok, és Cvituša.
- Hotuča kora középkori ispáni várának romjai.
- Lovinac vára valószínűleg a 14. században épült, építője a Lovinčić család volt. Romai a sveti roki plébániatemplomtól egy kilométerre délkeletre találhatók.
- Novak várát (Štulića kula) a Novaković család építtette. A 15. században említik először. Maradványai Ploča területén találhatók.
- Batinić tornya Novaktól két kilométerre délkeletre található.
- Vranik vára még a török idők előtt épült a Vranich család birtokán a Budak-Krkinac hegy meredek csúcsán, amelyről Vranik falu is a nevét kapta.
- Budak vára Lovinactól kissé északra egy magányos hegytetőn épült.
- Zagon vára Budaktól kissé délre a magányos Volaric tetőn áll, valószínűleg egykor a mai Lovinachoz tartozott.
- A ričicei Lukavac vára (Gradina, Gradac) 1509-ben szerepel először írott forrásban Karlovics Iván váraként. Valószínűleg az egykori Hotuča várispánság igazgatási központja volt.